# Grand Prix Belgradu 1939
Grand Prix Belgradu 1939 (czasami niepoprawnie określane jako Grand Prix Jugosławii), oficj. I Beograd Grand Prix lub I Beograd City Park Race – niezaliczany do klasyfikacji Mistrzostw Europy wyścig samochodowy typu Grand Prix, który odbył się 3 września 1939 roku na torze Kalemegdan Park. W zawodach wystartowało pięciu kierowców, a wygrał je Włoch Tazio Nuvolari na Auto Unionie, dla której to marki był to jednocześnie ostatni wyścig Grand Prix.

## Tło
Od 1934 roku Adolf Hitler, przywódca III Rzeszy oraz entuzjasta sportów motorowych, postanowił wspierać niemieckie marki w wyścigach Grand Prix, chcąc pokazać w ten sposób zaawansowanie inżynieryjne Niemiec. Hitler szczególnie wspierał Mercedesa, ale III Rzesza, chcąc zagwarantować sobie sukces na polu sportów motorowych, udzielała wsparcia także Auto Unionowi, będącego połączeniem marek Audi, DKW, Horch i Wanderer. Wsparcie dla Auto Uniona mogło wynosić nawet 300 000 marek rocznie. Plan Hitlera powiódł się i niemieckie marki zaczęły dominować z takimi kierowcami jak Tazio Nuvolari, Hans Stuck, Richard Seaman, Bernd Rosemeyer, Hermann Lang i Rudolf Caracciola. Dominacja Niemiec w wyścigach uwidoczniła się także w 1939, kiedy to wszystkie wyścigi cyklu Mistrzostw Europy wygrały Mercedes-Benz i Auto Union. Podczas Grand Prix Niemiec niemieckie pojazdy zajęły pierwsze siedem miejsc startowych.
3 września zorganizowano niewliczany do Mistrzostw Europy wyścig o Grand Prix Belgradu. Organizacja tych zawodów ściśle wiązała się z uczczeniem urodzin króla Piotra II, który także je sponsorował. Odbyły się one mimo wybuchu II wojny światowej. W owym okresie międzynarodowa atmosfera polityczna była bardzo napięta, jako że nazistowskie Niemcy w latach 1938–1939 zajęły Austrię oraz Czechy. Na początku sierpnia 1939 roku dokonano reglamentacji benzyny z przydziałem pięciu litrów na samochód podczas jednego tankowania. 1 września wojska niemieckie wkroczyły do Polski, rozpoczynając II wojnę światową. 3 września, w dniu rozgrywania wyścigu o Grand Prix Belgradu, Wielka Brytania i Francja wypowiedziały wojnę Niemcom.
Z powodu sytuacji politycznej podróż zespołów na Grand Prix Belgradu wiązała się z trudnościami. Niemieckie zespoły podróżowały do Belgradu przez trzy dni przez Wiedeń i Budapeszt. Mercedes-Benz przysłał na zawody jedynie dwa samochody oraz dużą cysternę z paliwem. Kierowcami zespołu prowadzonego przez Alfreda Neubauera byli Hermann Lang, Manfred von Brauchitsch oraz rezerwowy Walter Bäumer. Oba samochody były wyposażone w zmieniony układ paliwowy (po raz pierwszy użyty w Grand Prix Szwajcarii), mający na celu wyeliminowanie problemów powstałych podczas Grand Prix Francji i Niemiec. Według Neubauera Rudolf Caracciola nie przybył na wyścig z powodu kontuzji nogi, przez co miał on startować jedynie w najważniejszych zawodach w przyszłości. Auto Union przysłał dwa samochody i czterech kierowców: Hermanna Paula Müllera, Tazio Nuvolariego, Hansa Stucka i Ulricha Bigalke. Jedynym lokalnym kierowcą był Boško Milenković ze starym Bugatti T51. Alfa Romeo i Maserati, najprawdopodobniej z przyczyn politycznych, nie stawiły się na wyścigu. Na wyścigu nie pojawił się również żaden brytyjski kierowca, jako że brytyjskie władze doradziły, by nie podróżować w sierpniu za granicę.
Uliczny tor o długości 2,794 km, położony w Belgradzie przy ujściu Sawy do Dunaj, otaczał niewielką górę, na szczycie której znajdował się Kalemegdan. Kierowcy ścigali się przeciwnie do ruchu wskazówek zegara. Tor składał się z ośmiu lewych zakrętów i był obiektem, na którym trudno było wyprzedzać. Brukowana nawierzchnia była śliska, wąska i wyboista, co powodowało przyspieszone zużycie opon oraz wybijanie się samochodów w powietrze. Wyścig liczył 50 okrążeń.

## Kwalifikacje
Atmosfera w Belgradzie podczas zawodów była napięta. Pierwsza sesja odbyła się w czwartek, 31 sierpnia, w godzinach 16–18. Lang, prowadzący Mercedesa W154-8 pokonał 19 okrążeń, a jego najlepszy czas wynosił 1:16,2. Von Brauchitsch z kolei prowadził Mercedesa W154-16, a po przejechaniu 17 okrążeń jego najlepszym rezultatem było 1:17,3. Jedynym kierowcą Auto Uniona w tej sesji był Müller, który modelem o oznaczeniu 76011 ustalił czas 1:18,3 (16 okrążeń). Wieczorem nasiliły się informacje o niemieckich wojskach na granicy z Polską oraz możliwej wojnie.
Następnego dnia te obawy stały się rzeczywistością, a gazety w Belgradzie sprzedawały specjalne wydania o wojnie Niemiec z Polską. Te informacje spowodowały, że wielu zagranicznych gości opuściło hotele i wróciło do domów. Niemieckie zespoły rozważały powrót do kraju, ale po prośbach organizatorów zostały w Belgradzie. Organizatorzy, mimo niewielkiej liczby zgłoszeń i próśb o przełożenie albo anulowanie wyścigu w związku z wydarzeniami w Polsce, zdecydowali się bowiem kontynuować organizację zawodów, ponieważ w przypadku wycofania się niemieckich zespołów ponieśliby ogromne straty finansowe.
Dwugodzinna sesja rozpoczęła się o godz. 16; temperatura powietrza wynosiła +30 °C, a toru +40 °C. Lang przejechał 10 okrążeń i poprawił czas na 1:15,4, natomiast najlepszy czas von Brauchistcha – także po 10 okrążeniach – wynosił 1:18,4. Müller ustanowił 1:18,2, ale po 13 okrążeniach zjechał do garażu, ponieważ temperatura oleju i wody wynosiły +105 °C zamiast zakładanych +95 °C. Müller wrócił na tor samochodem ze zdjętą przednią pokrywą i przejechawszy siedem dodatkowych okrążeń, poprawił czas na 1:17,2. Mimo to temperatury nie zmniejszyły się. Ze względu na fakt, iż Nuvolari jeszcze nie przybył, drugiego Auto Uniona (76010) prowadził Bigalke. Przejechał on pięć okrążeń z najlepszym rezultatem 1:37,0, po czym wskutek problemów z dopływem paliwa zjechał do garażu. Ponieważ nie znaleziono przyczyny, Müller przejął samochód na dziewięć okrążeń i poprawił wynik na 1:16,8. Niemiec preferował – przeznaczoną dla Nuvolariego – wersję 76010, ponieważ osiągała ona większe obroty (7200 rpm zamiast 6800 rpm). Po zmianie przełożeń skrzyni biegów Müller był ponadto w stanie pokonać cały tor na trzecim biegu.
W sobotę rano Nuvolari i Stuck przybyli tym samym pociągiem do Belgradu. Auto Union, dysponujący tylko dwoma samochodami, postanowił, że drugim obok Nuvolariego kierowcą będzie Stuck albo Müller, a zadecyduje o tym lepszy czas jednego okrążenia. Później jednak poproszono Stucka o zrezygnowanie z kwalifikacji i wyścigu. Powodem tego był fakt, iż taka rywalizacja mogłaby poważnie nadwerężyć silnik. W południe promotorzy pozwolili Nuvolariemu na wzięcie udziału w specjalnej sesji, w której, po 10 okrążeniach w modelu 76011, ustalił on czas 1:20,2. Po kolejnych sześciu okrążeniach poprawił rezultat na 1:17,2.
Trzecia oficjalna sesja trwała od godz. 16 do 18. Najlepsze czasy ponownie ustalili kierowcy Mercedesa. Manfred von Brauchitsch – który według Neubauera próbował uciec rankiem do Szwajcarii drogą lotniczą – pokonał tor w czasie 1:14,2, natomiast Lang – w czasie 1:15,0. Lang chciał pobić czas von Brauchitscha, ale Neubauer sprzeciwił się, ponieważ kierowca miał zapewniony wówczas start z pierwszego rzędu. Nuvolari natomiast pokonał w 76011 sześć okrążeń i zdołał ustalić czas 1:16,3. Następnie przejął preferowany przez siebie model i dokonał dwukrotnego wyjazdu, po pięć okrążeń każdy. W pojeździe Müllera po sześciu okrążeniach pojawiły się problemy z dopływem paliwa. Po naprawie uszkodzonego gaźnika wrócił on na tor, pokonał siedem okrążeń i poprawił czas na 1:15,2.

## Wyścig

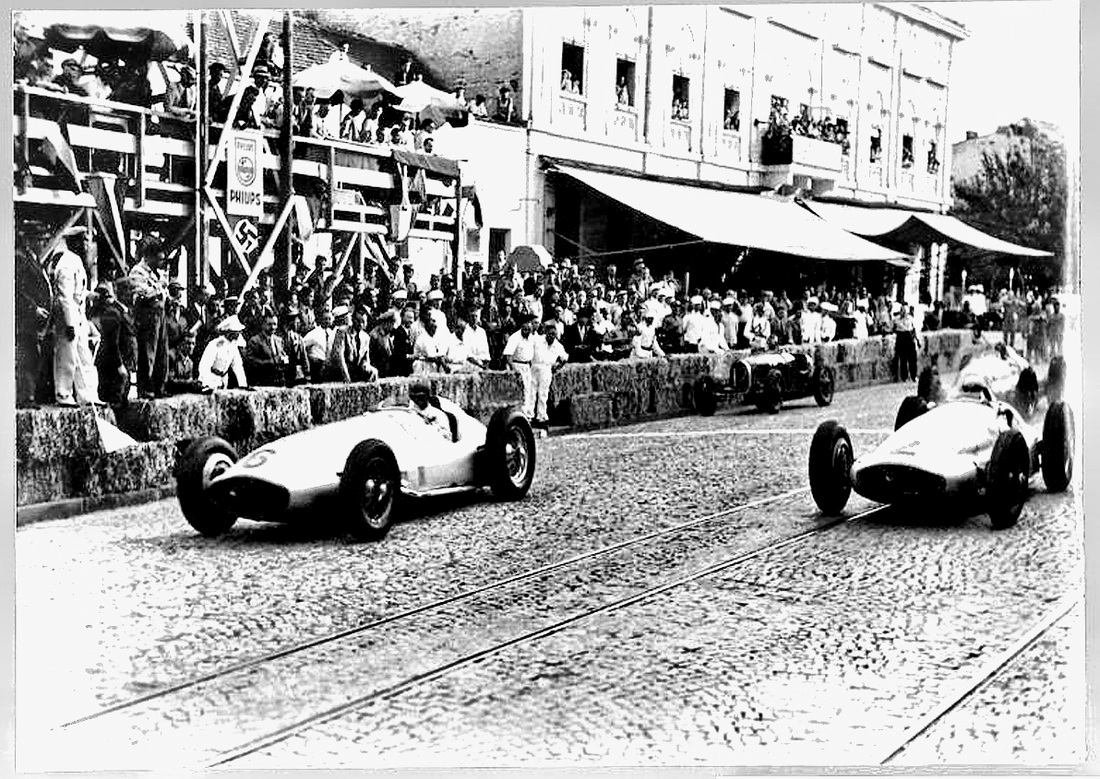
Start wyścigu

Wyścig był obserwowany przez 50 000 widzów (według niektórych źródeł 80 000 albo 100 000), świadomych wypowiedzenia wojny Niemcom przez Wielką Brytanię i Polskę. Niemieckie zespoły uważały w tych okolicznościach ściganie się za niestosowne, ale po odwiedzeniu niemieckiej ambasady Neubauer postanowił wystawić samochody Mercedesa w wyścigu.
Wyścig rozpoczął się o 16.45. Prowadzenie po starcie objął von Brauchitsch. Lang podjął próbę wyprzedzenia von Brauchitscha, ale nie była ona udana i kierowca wyjechał na pobocze. Przez pierwsze sześć okrążeń prowadził von Brauchitsch przed Langiem, Nuvolarim, Müllerem i Milenkoviciem, przy czym Lang nieustannie szukał okazji, by wyprzedzić agresywnie jadącego lidera. Na siódmym okrążeniu von Brauchitsch wjechał w jeden z zakrętów zbyt szybko, przez co jego samochód zjechał na skraj drogi. Przyspieszając, pojazd von Brauchitscha poderwał kurz i kamienie, które trafiły w gogle Langa i szybę jego samochodu, przez co Lang zjechał na chwilę z toru. Kierowca ten, oślepiony przez jeden z kamieni, zjechał do boksów, gdzie lekarz Mercedesa, dr Gläser, wyciągnął odłamki szkła z oczu Langa. Następnie postanowiono, że samochód Langa – tracącego w tym momencie już dwa okrążenia – przejmie Bäumer. Bäumer wyjechał z boksów tuż przed von Brauchitschem i utrudniał mu jazdę.
Von Brauchitsch w tym okresie jechał jeszcze szybciej, prowadząc przed Müllerem, Nuvolarim, Bäumerem i Milenkoviciem. Na 15 okrążeniu von Brauchitsch ustalił najszybsze okrążenie (1:14,0) i dysponował przewagą 13,8 sekundy nad Müllerem, bezpośrednio za którym z kolei jechał Nuvolari. Na 16 okrążeniu von Brauchitsch wjechał zbyt szybko w zakręt prowadzący pod górę i obrócił samochód tuż przed francuską ambasadą. Na skutek tego zdarzenia w samochodzie Niemca unieruchomieniu uległ silnik, a pojazd, zwrócony w złą stronę toru, pojechał pod prąd, po czym zawrócił. Było to naruszenie zasad, ale tego manewru nie zauważył żaden z oficjeli. W momencie, w którym von Brauchitsch zawracał, zbliżyli się do niego Müller i Nuvolari. Müller wyprzedził zawracającego von Brauchitscha, który był bliski sprowokowania kolizji z Nuvolarim; Włoch zdołał jednak przytomnie ominąć Niemca.

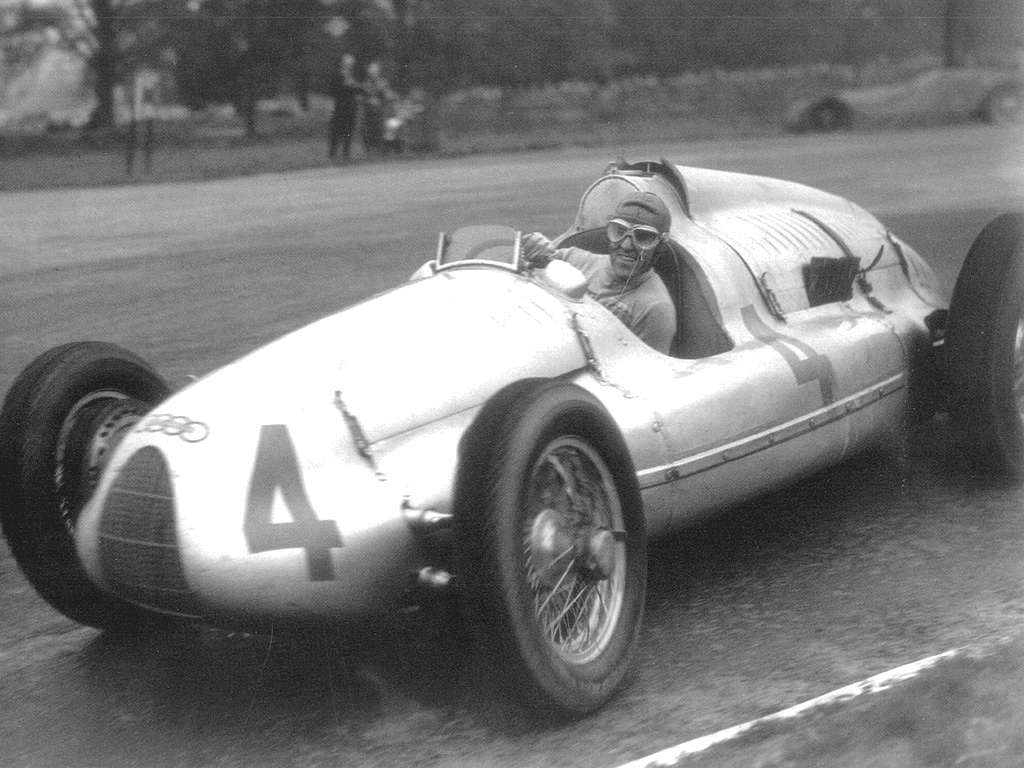
Tazio Nuvolari podczas wyścigu

Nowym liderem został Müller, mający przewagę pięciu sekund nad Nuvolarim i osiem nad von Brauchitschem. Próbujący dogonić Auto Uniony von Brauchitsch ponownie obrócił samochód, a w tym momencie obok niego przejechał Bäumer. Kiedy von Brauchitsch dogonił Bäumera, ten próbował go zdublować. Bäumer nie ustąpił miejsca od razu, przez co von Brauchitsch wywarł presję na nim, wskutek czego Bäumer wjechał w słomiane bale i zakończył wyścig. Na 22 okrążeniu Müller wyrównał rekord okrążenia, wynoszący 1:14,0.
Na 30 okrążeniu Müller zjechał do boksów po tym, gdy z jego tylnej lewej opony zaczęło uchodzić powietrze. Milenković również zjechał na pit-stop, a przyczyną tego było przegrzanie w jego Bugatti. Ponieważ mechanik Milenkovicia nie zdołał odkręcić korka od chłodnicy, kierowca zrobił to samodzielnie, tracąc dodatkowy czas. Po zjeździe Müllera liderem został Nuvolari, pięć sekund przed von Brauchitschem. Włoch zdołał wyrównać najlepszy czas jednego okrążenia. Von Brauchitsch był zmuszony zjechać do boksów na 36 okrążeniu, ponieważ znacznemu uszkodzeniu uległy tylne opony w jego samochodzie. Dzięki temu przewaga Nuvolariego wzrosła do 50 sekund, chociaż na 39 okrążeniu kierowca ten również zjechał na pit-stop. Wymiana opon i dolanie paliwa zajęło 26 sekund, ale mechanicy uruchomili Auto Uniona na popych, co było złamaniem zasad. Neubauer zamierzał oprotestować takie zachowanie, ale Wilhelm Sebastian z Auto Uniona przywołał niezgodną z przepisami jazdę von Brauchitscha pod prąd. Nuvolari utrzymał prowadzenie, sześć do ośmiu sekund przed Mercedesem.
Wyścig zakończył się po 64 minutach, a zwyciężył go Nuvolari ze średnią prędkością 130,65 km/h i przewagą 7,6 sekundy nad von Brauchitschem oraz 31,6 sekundy nad Müllerem. Czwarty Milenković stracił 19 okrążeń. Nagrodę dla zwycięzcy – Puchar Króla Piotra II – wręczył książę regent Paweł.

## Po wyścigu
Było to ostatnie zwycięstwo Auto Uniona w wyścigach Grand Prix oraz ostatnia Grand Prix roku 1939 dla trzylitrowej doładowanej formuły, wskrzeszonej po wojnie.
Neubauer zorganizował powrotny konwój niemieckich ciężarówek. Wystąpiły pogłoski, że na Węgrzech zostanie skonfiskowane paliwo, stąd też konwój wracał przez Slawonię, Chorwację i góry w Słowenii aż do Austrii. Po dotarciu do celu ciężarówki zostały skonfiskowane przez niemiecką armię.
Grand Prix Belgradu było jedynym samochodowym wyścigiem Grand Prix w Jugosławii. Poza tym organizowano jednakże Motocyklowe Grand Prix Jugosławii. Po dojściu komunistów do władzy w Jugosławii próbowali oni wymazać z oficjalnej historii Jugosławii Grand Prix Belgradu, ponieważ stawiało ono króla w dobrym świetle.
Po Grand Prix Belgradu przez sześć lat prawie wcale nie rozgrywano wyścigów w Europie. Wszelkie wyścigi samochodowe zostały odwołane w Niemczech i Wielkiej Brytanii. Sporty motorowe były jednak organizowane w ograniczonym zakresie w Brazylii, Argentynie, Australii i Nowej Zelandii, a także w Stanach Zjednoczonych (AAA Championship Car i Indianapolis 500 – do 1941 roku). Włochy organizowały zawody w 1940 roku (Grand Prix Trypolisu, Mille Miglia oraz Targa Florio).
W 2005 roku powstał film dokumentalny o wyścigu noszący tytuł Zaboravljeni Gran Pri iz 1939, w reżyserii Dinko Tucakovicia.

## Wyniki

### Lista startowa
Na niebiesko zaznaczeni kierowcy rezerwowi.
| Nr | Kierowca                | Zespół               | Samochód            | Silnik            |   |
| -- | ----------------------- | -------------------- | ------------------- | ----------------- | - |
| 2  | Hermann Lang            | Daimler-Benz AG      | Mercedes-Benz W154  | Mercedes-Benz V12 | ? |
| 4  | Tazio Nuvolari          | Auto Union AG        | Auto Union D        | Auto Union V12    | ? |
| 4  | Ulrich Bigalke          | Auto Union AG        | Auto Union D        | Auto Union V12    | ? |
| 6  | Manfred von Brauchitsch | Daimler-Benz AG      | Mercedes-Benz W154  | Mercedes-Benz V12 | ? |
| 8  | Hermann Paul Müller     | Auto Union AG        | Auto Union D        | Auto Union V12    | ? |
| 8  | Hans Stuck              | Auto Union AG        | Auto Union D        | Auto Union V12    | ? |
| 10 | Walter Bäumer           | Daimler-Benz AG      | Mercedes-Benz W154  | Mercedes-Benz V12 | ? |
| 12 | Boško Milenković        | B. Milenković        | Bugatti T51         | Bugatti R8        | ? |
| 14 | Raymond Sommer          | Alfa Corse           | Alfa Romeo Tipo 308 | Alfa Romeo R8     | ? |
| 18 | Luigi Villoresi         | Officine A. Maserati | Maserati 8CTF       | Maserati R8       | ? |
| 20 | Paul Pietsch            | Officine A. Maserati | Maserati 8CTF       | Maserati R8       | ? |
| Nr | Kierowca                | Zespół               | Samochód            | Silnik            |   |

### Kwalifikacje
| P                       | Nr | Kierowca                | Konstruktor(-silnik) | Czas   | Odstęp | Strata |
| ----------------------- | -- | ----------------------- | -------------------- | ------ | ------ | ------ |
| 1                       | 6  | Manfred von Brauchitsch | Mercedes-Benz        | 1:14,2 | -      | -      |
| 2                       | 2  | Hermann Lang            | Mercedes-Benz        | 1:15,0 | 0:00,8 | 0:00,8 |
| 3                       | 8  | Hermann Paul Müller     | Auto Union           | 1:15,2 | 0:00,2 | 0:01,0 |
| 4                       | 12 | Boško Milenković        | Bugatti              | -      | -      | -      |
| 5                       | 4  | Tazio Nuvolari          | Auto Union           | 1:16,3 | -      | 0:02,1 |
| Nie zakwalifikowali się |    |                         |                      |        |        |        |
| 6                       | 4  | Ulrich Bigalke          | Auto Union           | 1:37,0 | 0:20,7 | 0:22,8 |
| P                       | Nr | Kierowca                | Konstruktor(-silnik) | Czas   | Odstęp | Strata |

### Wyścig
| 1                                                     |    | 4        | Tazio Nuvolari             | Auto Union    | 50            | 1h08:03,8 |                    |
| 2                                                     |    | 6        | Manfred von Brauchitsch    | Mercedes-Benz | 50            | +0:07,6   |                    |
| 3                                                     |    | 8        | Hermann Paul Müller        | Auto Union    | 50            | +0:31,6   |                    |
| 4                                                     |    | 12       | Boško Milenković           | Bugatti       | 31            | +19 okr.  |                    |
| Niesklasyfikowani                                     |    |          |                            |               |               |           |                    |
|                                                       |    | 2        | Hermann Lang Walter Bäumer | Mercedes-Benz | 17            | +33 okr.  | wypadek            |
| Nie wystartowali / niedopuszczeni do ponownego startu |    |          |                            |               |               |           |                    |
|                                                       |    | 4        | Ulrich Bigalke             | Auto Union    |               |           | kierowca rezerwowy |
|                                                       |    | 8        | Hans Stuck                 | Auto Union    |               |           | brak samochodu     |
|                                                       |    | 14       | Raymond Sommer             | Alfa Romeo    |               |           | nie przybył        |
|                                                       |    | 18       | Paul Pietsch               | Maserati      |               |           | nie przybył        |
|                                                       |    | 20       | Luigi Villoresi            | Maserati      |               |           | nie przybył        |
| P                                                     | Nr | Kierowca | Konstruktor                | Okr.          | Czas / Strata | Komentarz |                    |